# Sagada
Sagada es un municipio en la provincia de La Montaña en Filipinas. Conforme al censo del 2000, tiene 10,575 habitantes.

## Barangayes
Sagada se subdivide administrativamente en 19 barangayes.
| - Aguid - Tetepan Sur - Ambasing - Angkeling - Antadao - Balugan - Bangaan - Dagdag (Población) - Demang (Población) - Fidelisan | - Kilong - Madongo - Población (Patay) - Pide - Nacagang - Suyo - Taccong - Tanulong - Tetepan Norte |